# Mazamorra
La mazamorra són unes farinetes dolces de varietats locals blat de moro que es mengen com a postres típicament a diverses regions d'Amèrica.
El nom en castellà possiblement prové de l'hispanoàrab pičmáṭ, i aquest del grec παξαμάδιον (paxamàdion).